# 翔南製糖
翔南製糖株式会社（しょうなんせいとう）は、かつて沖縄県に本社を置き、粗糖の製造を行っていた製糖会社。
沖縄本島におけるサトウキビ栽培の減少から製糖業各社の集約が必要となり、1993年に中部製糖（現在の新中糖産業）、琉球製糖（現在のりゅうとう）、第一製糖（現在の金秀興産）の3社の精糖部門を合併し新会社として設立された。

## 沿革
- 1951年 沖縄南部製糖会社が設立（1952年 琉球製糖株式会社に名称変更）
- 1959年 西原製糖株式会社が設立、琉球農連第一製糖工場の施設の増設許可
- 1960年 南部製糖株式会社と沖縄農興商事株式会社が合併し第一製糖株式会社となる。
- 1964年 西原製糖と琉球農連第一製糖工場が合併し中部製糖株式会社となる。
- 1992年 琉球製糖・第一製糖の2社による部分協調操業実施
- 1993年 中部製糖・琉球製糖・第一製糖の3社による全面協調操業実施
- 1993年 翔南製糖株式会社を3社の出資により設立。中部製糖・琉球製糖・第一製糖の砂糖製造部門を統合し西原、豊見城、糸満の3工場体制となる。
- 1994年 糸満工場を閉鎖。
- 1999年 西原工場を閉鎖。
- 2000年 「集中脱葉施設」完成。（財）沖縄さとうきび振興組合が運営。年内操業へ向け早熟品種普及開始。
- 2005年 年内操業開始。
- 2011年時点 管内さとうきび生産法人9社、農業機械銀行2社、稼働ハーベスター 中型2台、小型20台。
- 2015年9月1日 球陽製糖と合併し、「ゆがふ製糖株式会社」となる。